# Japan i olympiska sommarspelen 1912
Japan deltog med två deltagare vid de olympiska sommarspelen 1912 i Stockholm. Ingen av landets deltagare erövrade någon medalj.

## Friidrott
- Shiso Kanaguri
- Yahiko Mishima